# Denmark Open 1987
Die Denmark Open 1987 im Badminton fanden vom 23. bis zum 25. Oktober 1987 in Esbjerg statt.

## Finalergebnisse
| Disziplin    | Sieger                            | Finalist                              | Ergebnis    |
| ------------ | --------------------------------- | ------------------------------------- | ----------- |
| Herreneinzel | Torben Carlsen                    | Darren Hall                           | 15–7, 15–4  |
| Dameneinzel  | Lee Young-suk                     | Chun Sung-suk                         | 11–3, 11–5  |
| Herrendoppel | Razif Sidek Jalani Sidek          | Jan-Eric Antonsson Pär-Gunnar Jönsson | 15–11, 15–7 |
| Damendoppel  | Atsuko Tokuda Yoshiko Tago        | Gillian Clark Gillian Gowers          | 15–7, 15–10 |
| Mixed        | Mark Christiansen Maria Bengtsson | Thomas Lund Pernille Dupont           | 15–12, 15–5 |